# Forum Konstantyna

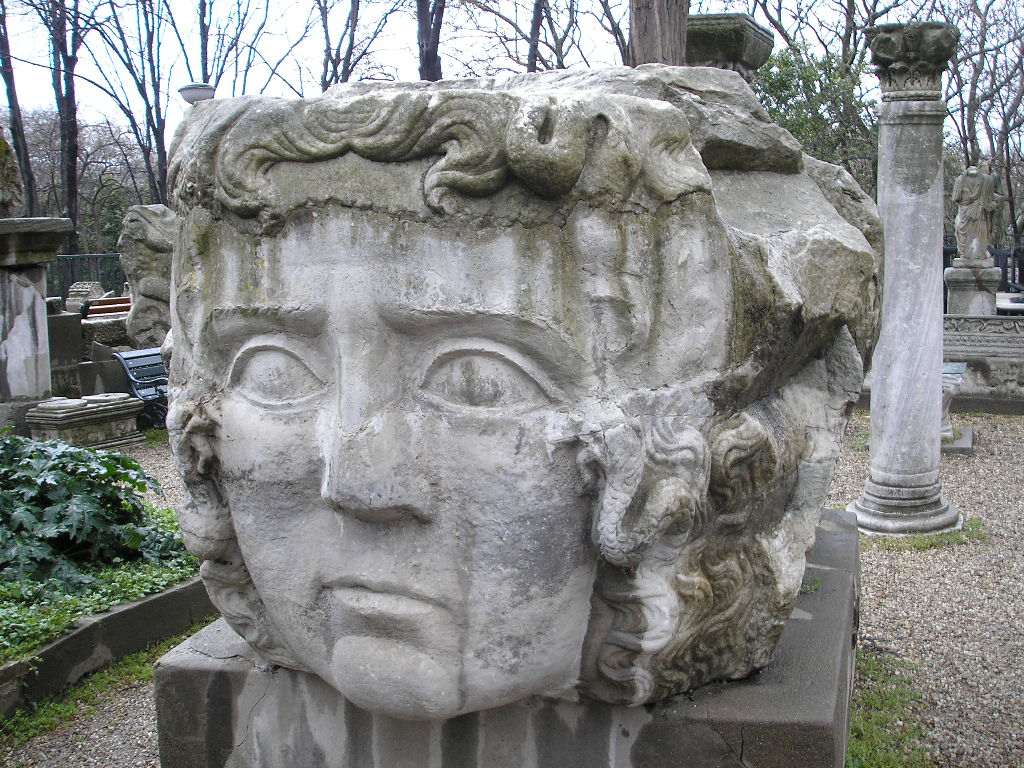
Zwornik, który był prawdopodobnie elementem forum

Forum Konstantyna – najważniejszy plac Konstantynopola, położony w najstarszej części stolicy, wytyczony już w trakcie zakładania miasta za panowania cesarza Konstantyna Wielkiego.
Ulica Mese (środkowa), która biegła przez cały Konstantynopol, od Złotej Bramy aż do placu Augustajon, przechodziła, tuż przed tym ostatnim, we wspaniały plac poświęcony założycielowi miasta. Forum miało kształt owalny, a otoczone było portykami. Łączyło się ono z ulicą Mese poprzez dwie monumentalne bramy: pierwsza, wychodząca na zachód, prowadziła w stronę Złotej Bramy, druga zaś, prowadząca na wschód, łączyła się z ostatnim odcinkiem ulicy Środkowej, kończącej się placem Augustajon.
W samym centrum forum wznosiła się porfirowa kolumna Konstantyna, na której początkowo znajdował się posąg tego władcy jako boga Heliosa, a od XII wieku ogromny krucyfiks. Wokół forum wznosiły się różne budynki, zarówno sakralne, jak i świeckie. Jak podaje J. B. Bury, stały tam dwa kościoły: św. Konstantyna oraz św. Marii ("od Forum"). Znajdował się tu także jeden z dwóch budynków senatu. Pierwszy i starszy gmach senatu mieścił się natomiast przy placu Augustajon. Uważa się, iż nowa siedziba senatu stała po północnej stronie forum. Zgodnie z pochodzącym z XI wieku opisem, budynek ten miał kształt rotundy i posiadał własny portyk, na który składały się cztery wysokie kolumny. Na południe od Forum, w stronę hipodromu, znajdowała się –  istniejąca do dziś – cysterna Filoksenosa.
Poza posągiem cesarza, umieszczonym na kolumnie Konstantyna, na forum znajdowały się również inne rzeźby i posągi. Były to w większości starożytne rzeźby zwiezione tu z całego obszaru cesarstwa. Pełna ich liczba nie jest znana. Z pewną dozą pewności można jedynie stwierdzić, iż wznosiły się tu posągi: delfina, słonia, oraz grupki hippokampów. Stały tu także: wyobrażenie sądu Parysa, legendarny Palladion, posągi Ateny i Tetydy oraz rzeźba przedstawiająca Artemidę. Możliwe, że znajdowały się tu także posągi: Posejdona, Asklepiosa oraz Dionizosa.
Forum doznało licznych uszkodzeń w trakcie rewolucji Nika, jednakże zostało wkrótce odbudowane przez cesarza Justyniana I. Ogromnych zniszczeń doznało w 1204 w wyniku działalności krzyżowców, uczestników niesławnej IV krucjaty. Zaprószyli oni bowiem ogień, który strawił m.in. forum Konstantyna. Odpowiedzialni są również za zniknięcie większości rzeźb zdobiących plac, które zostały przetopione bądź wywiezione.